# Jewgeni Wassiljewitsch Dulejew
Jewgeni Wassiljewitsch Dulejew (russisch Евгений Васильевич Дулеев; * 5. April 1956 in Moskau) ist ein ehemaliger sowjetischer Ruderer, der 1976 eine olympische Silbermedaille gewann.

## Sportliche Karriere
Der 1,93 m große Jewgeni Dulejew von Spartak Moskau belegte bei den Junioren-Weltmeisterschaften 1974 den dritten Platz im Doppelzweier. Im Jahr darauf rückte er in den sowjetischen Doppelvierer auf. Bei den Weltmeisterschaften 1975 in Nottingham erruderten Vytautas Butkus, Juri Jakimow, Aivars Lazdenieks und Jewgeni Dulejew die Bronzemedaille hinter den Booten aus der DDR und der Tschechoslowakei. Bei den Olympischen Spielen 1976 trat der sowjetische Doppelvierer in der gleichen Besetzung wie im Vorjahr an. Im Vorlauf gewann das Boot mit drei Sekunden Vorsprung vor dem Doppelvierer aus der DDR und qualifizierte sich damit direkt für das Finale. Im Finale siegte die Crew aus der DDR mit einer Sekunde Vorsprung vor dem sowjetischen Doppelvierer, mit knapp zwei Sekunden Rückstand gewannen die Tschechoslowaken die Bronzemedaille. 1977 startete der sowjetische Doppelvierer in der gleichen Besetzung bei den Weltmeisterschaften in Amsterdam, belegte aber lediglich den zweiten Platz im B-Finale und damit den achten Platz in der Gesamtwertung. 1979 trat Dulejew bei den Weltmeisterschaften in Bled zusammen mit Igor Semischew im Doppelzweier an und belegte den neunten Platz. 1980 wechselte Alexander Fomtschenko zu Dulejew in den Doppelzweier. Bei den Olympischen Spielen 1980 in Moskau belegten die beiden den dritten Platz im Vorlauf und gewannen ihren Hoffnungslauf. Im Finale erreichten sie den fünften Platz.